# Stalowa Wola Rozwadów
Stalowa Wola Rozwadów – stacja kolejowa w Stalowej Woli, w dzielnicy Rozwadów, w województwie podkarpackim.
Linie kolejowe prowadzą z niej m.in. do węzła kolejowego w Przeworsku oraz do Lublina.

## Ruch pasażerski
| Rok  | Wymiana pasażerska na dobę |
| ---- | -------------------------- |
| 2017 | 300-499                    |
| 2022 | 300-499                    |

## Historia
Stacja powstała w 1887, po wybudowaniu przez Austriaków połączenia kolejowego z Dębicą.  
Dokument koncesyjny na kolej został wydany 29 grudnia 1886 r.. Czytamy  w nim:  

„My, Franciszek Józef Pierwszy z Bożej łaski Cesarz Austryacki (….) nadajemy Spółce akcyjnej galicyjskiej kolei, prawo wybudowania i utrzymania w ruchu kolei parowej, która winna być urządzona jako miejscowa ze szlakiem normalnym od stacyi Spółki w Dembicy na Tarnobrzeg do Nadbrzezia z odnogą do Rozwadowa”.

Rozbudowana do dużego węzła kolejowego po wybudowaniu 1889 linii do Przeworska, będącego ważnym ośrodkiem przemysłowym, oraz ponownie w 1914, gdy Rosjanie wybudowali linię kolejową do Lublina. Znacznie uszkodzona podczas I wojny światowej. Odbudowana i rozbudowana w latach 1918–1930 jako ważny, strategiczny węzeł kolejowy budowanego Centralnego Okręgu Przemysłowego. Wybudowano wówczas linię kolejową do Sandomierza, łącząc Rozwadów z Radomiem. Po wybuchu i w czasie II Wojny Światowej stacja nie została poważnie uszkodzona. 
Stacja była sercem węzła kolejowego, obejmującego niegdyś 2 stacje – towarową oraz towarowo-osobową – wraz z lokomotywownią i wagonownią. Stacja posiadała charakter dwugrupowy, a tory pasażerskie wraz z budynkiem dworca położone były na przedłużeniu torów głównych zasadniczych. Na południowy zachód od części pasażerskiej mieścił się park towarowy – grupa 8 torów, umożliwiająca obsługę składów towarowych i ominięcie części pasażerskiej. Po zamknięciu parku towarowego i lokomotywowni w rejonie tej ostatniej funkcjonowała jeszcze przez jakiś czas stacja tankowania lokomotyw spalinowych, do której prowadził tor nr 39. Ruch na stacji prowadzony był z trzech nastawni wyposażonych w urządzenia mechaniczne scentralizowane – Ro, Ro1 i Ro3. Dawniej dla obsługi parku towarowego czynna była również nastawnia Ro2, z której obecnie pozostał jedynie szkielet budynku. 
Szczyt rozwoju i pracy rozwadowskiego węzła przypadł na połowę lat siedemdziesiątych dwudziestego wieku. Dziennie odprawiano tu 52 składy pociągów osobowych i 36 towarowych, z transportami węgla, stali, maszyn budowanych w Hucie Stalowa Wola, siarki czy buraków cukrowych. 
Stacja, jako duży węzeł kolejowy łączący i obsługujący 4 linie kolejowe, posiadała własne zaplecze socjalne, przychodnie lekarskie, szpital kolejowy, kuchnię, stołówkę pracowniczą, hotel dla drużyn konduktorskich i załóg lokomotyw oraz własną orkiestrę dętą.
Obecnie nadal jest ważnym węzłem kolejowym i największą stacją w mieście, odprawiającą największą liczbę pasażerów.

## Charakterystyka
Na terenie stacji, oprócz budynku stacyjnego i peronów, mieszczą się dwie lokomotywownie (obie nieczynne). Prowadzona w latach 2017–2020 modernizacja i elektryfikacja linii kolejowej nr 68  objęła przebudowę stacji Stalowa Wola Rozwadów. Prace te obejmowały głównie odtworzenie układu torowego stacji pasażerskiej, w tym modernizację peronów nr 2 i 3. Po modernizacji stacja posiada już tylko 2 perony do obsługi pociągów pasażerskich (na peronie 1 zmontowano barierki). Zlikwidowano nieczynne od lat wjazdy na tory parku towarowego. Wymieniono nawierzchnię większości torów, przebudowano sieć trakcyjną. Zabudowano nowe, komputerowe urządzenia sterowania ruchem kolejowym, co spowodowało wyłączenie z eksploatacji nastawni „Ro1” oraz „Ro3”. Nowa nastawnia obsługuje rogatki na 5 przejazdach kolejowo–drogowych oraz posterunki Charzewice, Lipa i Zaklików.  
W Rozwadowie istnieje 5 torów pasażerskich, nieużywany skład węgla, budynek PKP Energetyka oraz zespół bocznic. Dodatkowo od strony Stalowej Woli Południe znajduje się jeszcze jeden tor, bocznica do strefy przemysłowej przy ul. Przemysłowej w Stalowej Woli, oznaczony jako 18 i zakończony kozłem oporowym. Bezpośrednio na północ od stacji znajduje się stacja towarowa Stalowa Wola Rozwadów Towarowa. Do 2020 na wylocie w kierunku Lipy/Kraśnika wzdłuż torów stały niewykorzystane słupy trakcyjne. W 2021 linia do Lublina została zelektryfikowana.
Na stacji kończy się jednotorowy odcinek linii Lublin Główny – Przeworsk. Dalej linia jest dwutorowa aż do stacji Grodzisko Dolne, skąd do Przeworska pociągi ponownie poruszają się jednym torem na odcinku 13 km.

## Renowacja dworca

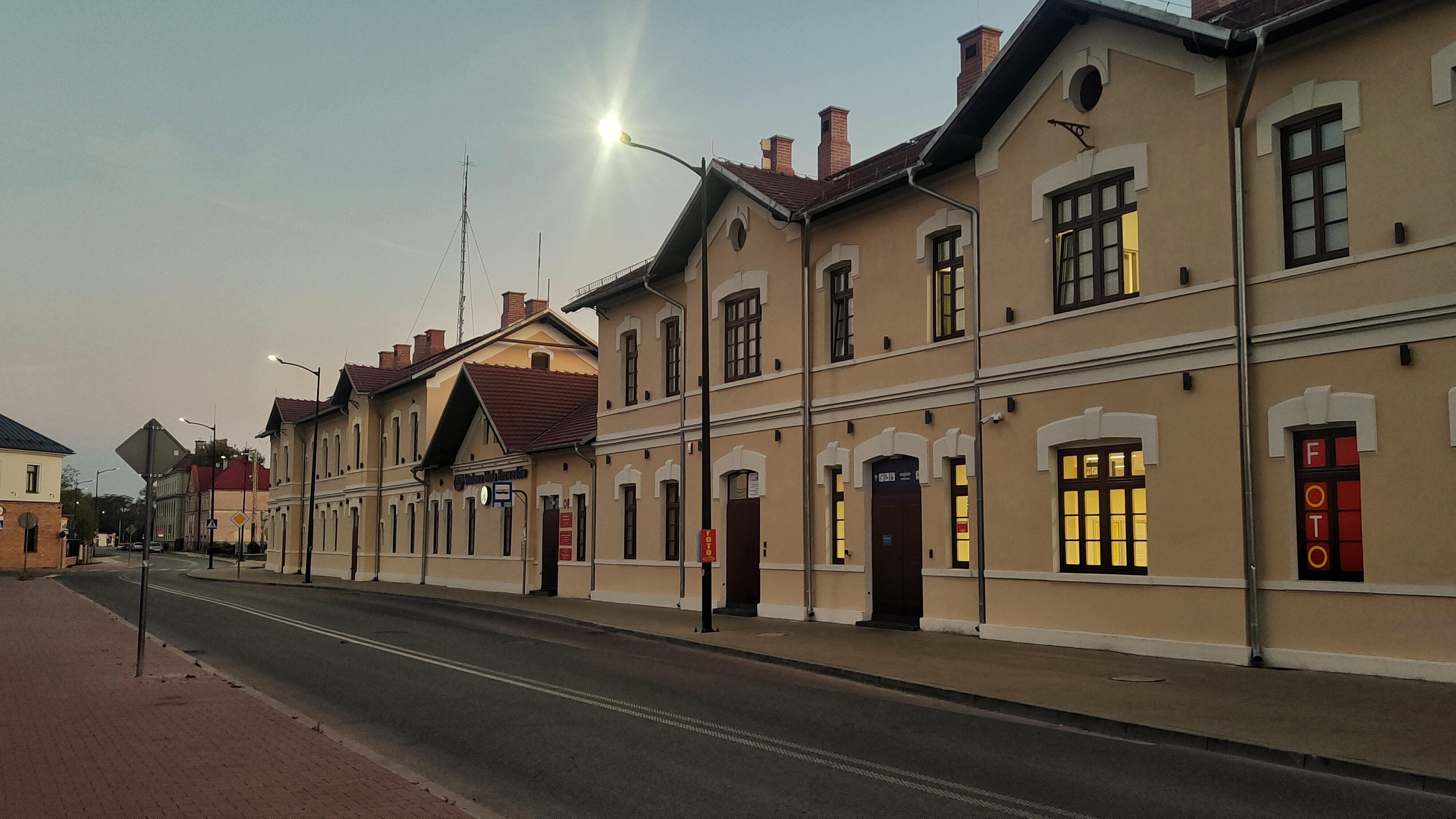
Dworzec po renowacji (2024)

29 marca 2021 PKP podpisały z konsorcjum firm Texom i AJ umowę na remont dworca. We wrześniu 2023 remont zakończono. Piętrowy budynek rozwadowskiego dworca jest najdłuższym tego typu obiektem na Podkarpaciu. Odnowiony zabytkowy dworzec kolejowy w Rozwadowie pochodzący z XIX wieku posiada obecnie poczekalnię dla podróżnych, z jedną kasą, i sanitariatami. Zamontowano elektronicznie tablice przyjazdów i odjazdów pociągów. Wyeliminowano bariery architektoniczne oraz wprowadzono liczne usprawnienia dla osób o ograniczonej sprawności ruchowej, m.in. oznaczenia w alfabecie Braille’a, mapy dotykowe dworca czy windy. Większość jego powierzchni przeznaczona została do wynajęcia firmom i instytucjom. W odrestaurowanym budynku dworca utworzono Terenowy Punkt Paszportowy oraz filę Urzędu Miasta w Stalowej Woli – punkt obsługi mieszkańców.

## Galeria

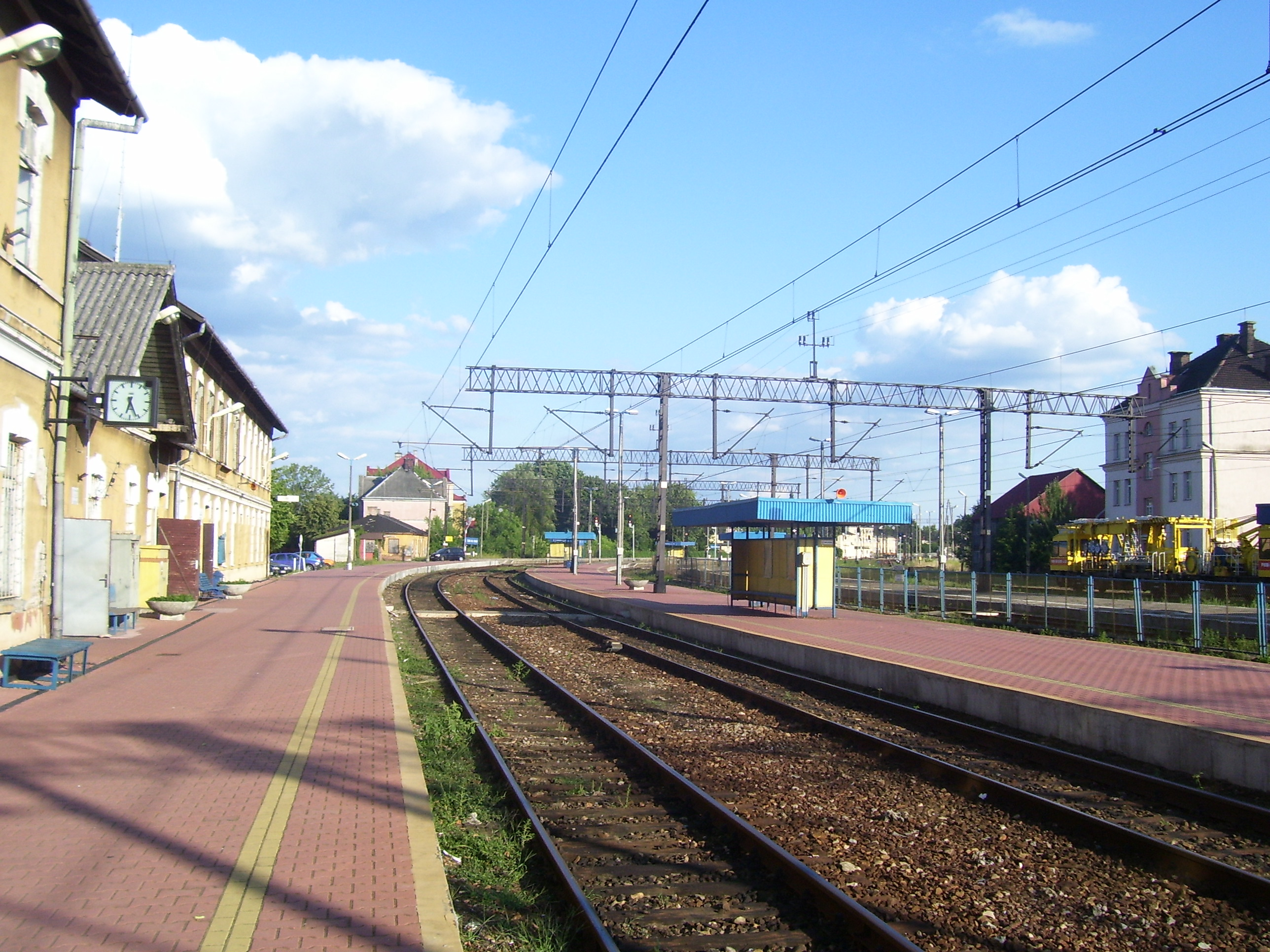
Widok z peronu 1. w kierunku Stalowej Woli Południe. Po prawej stronie były hotel załóg, w głębi budynek szpitala kolejowego.
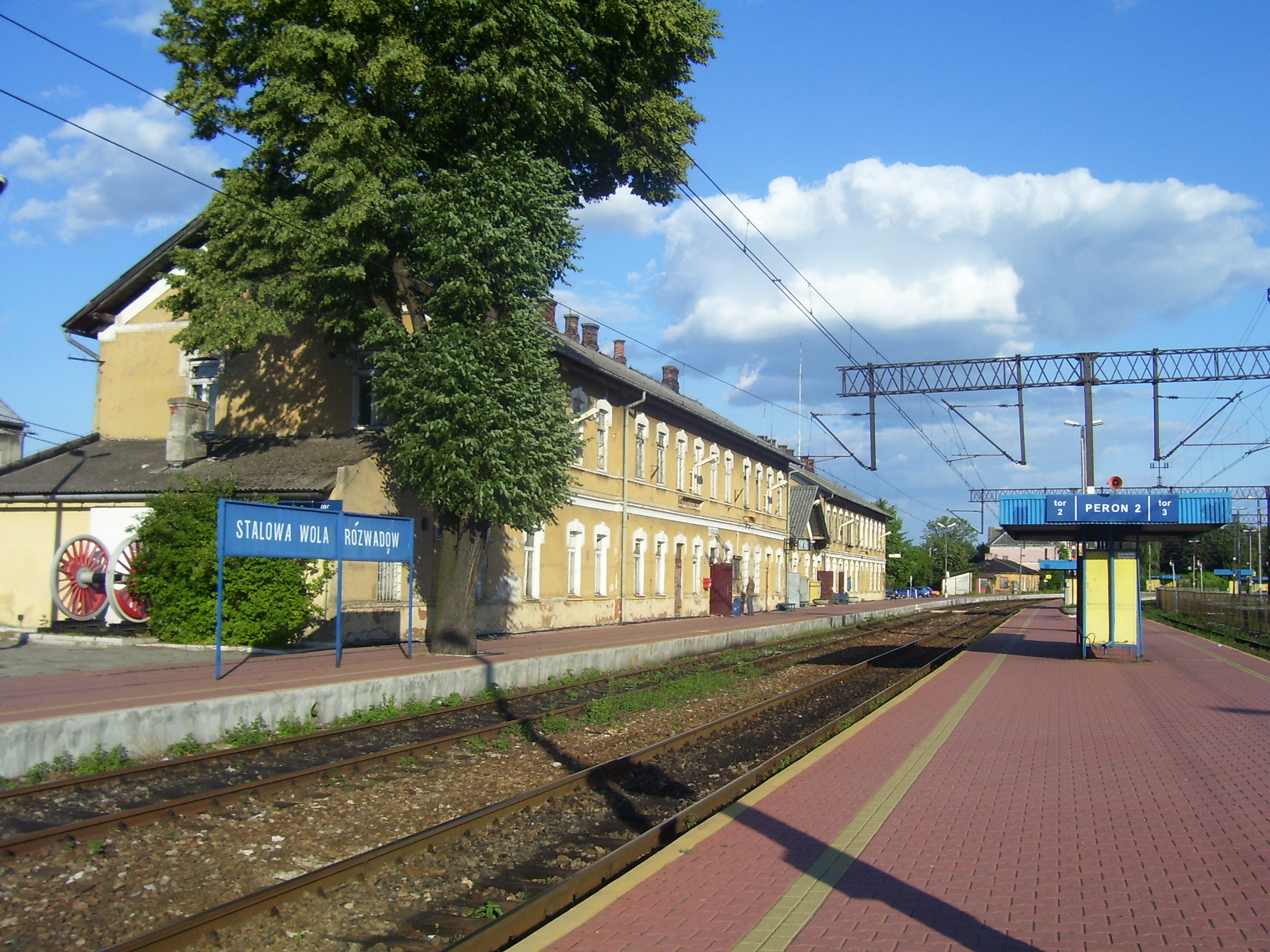
Widok na budynek stacyjny i peron 2.
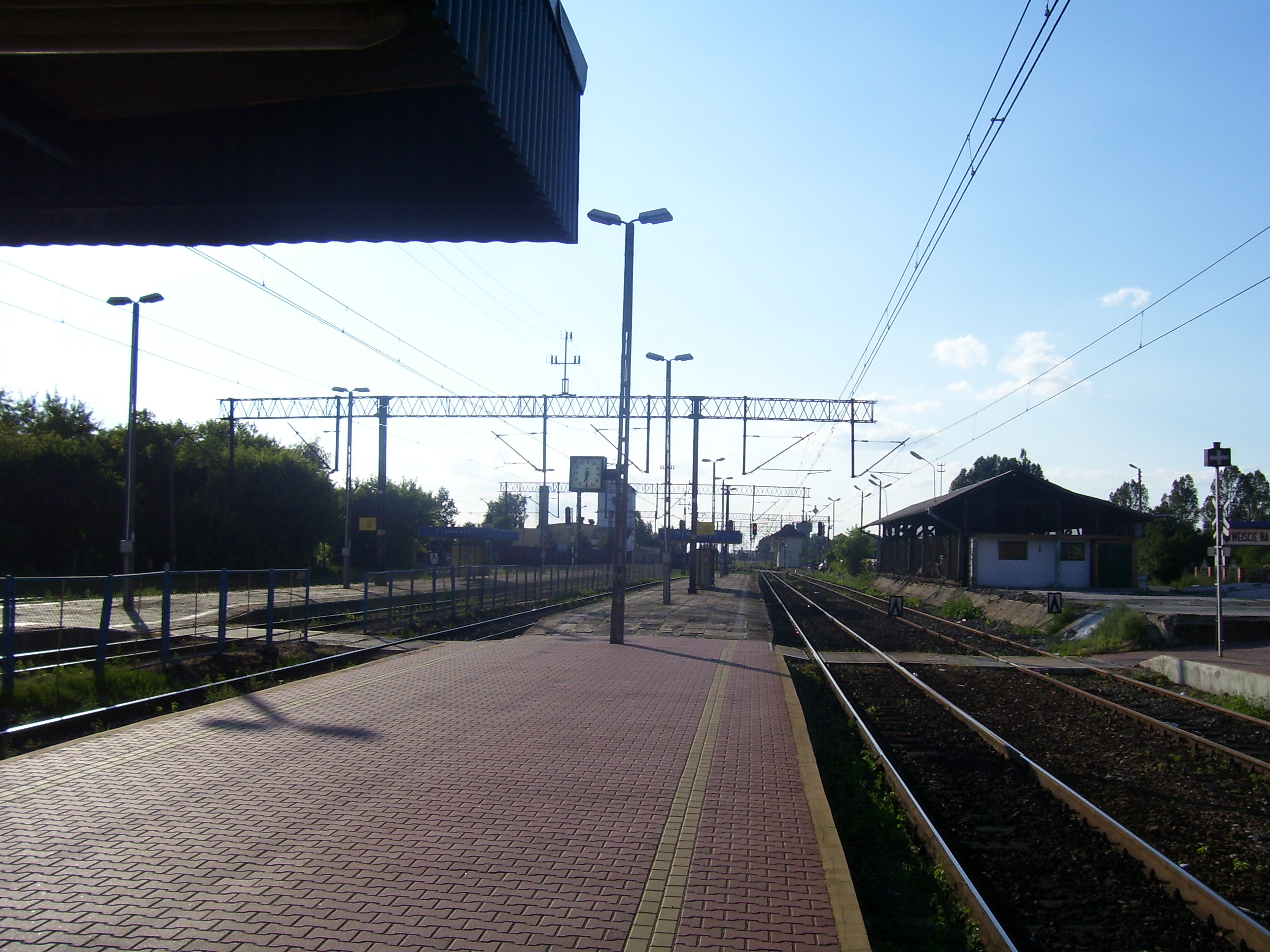
Widok z peronu 2. w kierunku Kraśnika i Rozwadowa Towarowego.